# Фаетон (екіпаж)

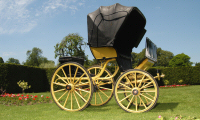
Спортивний жовтий фаетон лорда Лонсдейла з калашом, прибл. 1900 (колекція Моссмана)

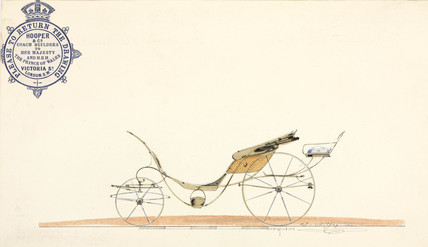
Hooper 's — королівські кузовобудівники — стильний дизайн для фаетона

Фаетон — форма спортивної відкритої карети, популярна наприкінці вісімнадцятого — на початку дев'ятнадцятого століття. Запряжений одним або двома кіньми, фаетон зазвичай мав мінімальний дуже легко підрессорений корпус на чотирьох екстравагантно великих колесах. З відкритими сидіннями він був швидким і небезпечним, що дало підстави для його назви, взятої від міфічного Фаетона, сина Геліоса, який ледь не підпалив Землю, намагаючись керувати колісницею Сонця.

## Типи

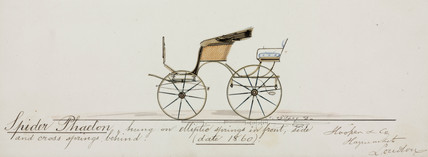
Hooper Spider Фаетон (1860)

Найбільш разючим, але небезпечним фаетоном був чотириколісний «хай-флайер», корпус якого складався з легкого сидіння, розташованого над двома комплектами пружин. Саме з одного з них у 1780-х роках поблизу фешенебельного містечка Бат на смерть був кинутий на смерть поет, Томас Уорвік. Існував також важчий поштовий фаетон, який використовувався в основному для перевезення пасажирів із багажем і названий за його конструкцію, в якій використовувалися «поштові» пружини, спочатку призначені для використання в поштових вагонах. Фаетон-павук, американського походження і створений для водіїв-джентльменів, був високою та легкою каретою з критим сидінням спереду та сидінням лакея позаду. Модні фаетони, які використовувалися на кінних виставках, включали Stanhope, який зазвичай мав високе сидіння та закриту спинку, і Tilbury, двоколісну карету з продуманою системою пружинної підвіски, з верхом або без нього. Варіація цього типу коляски називається Вікторія, з висувною кришкою над заднім салоном.

## Використання

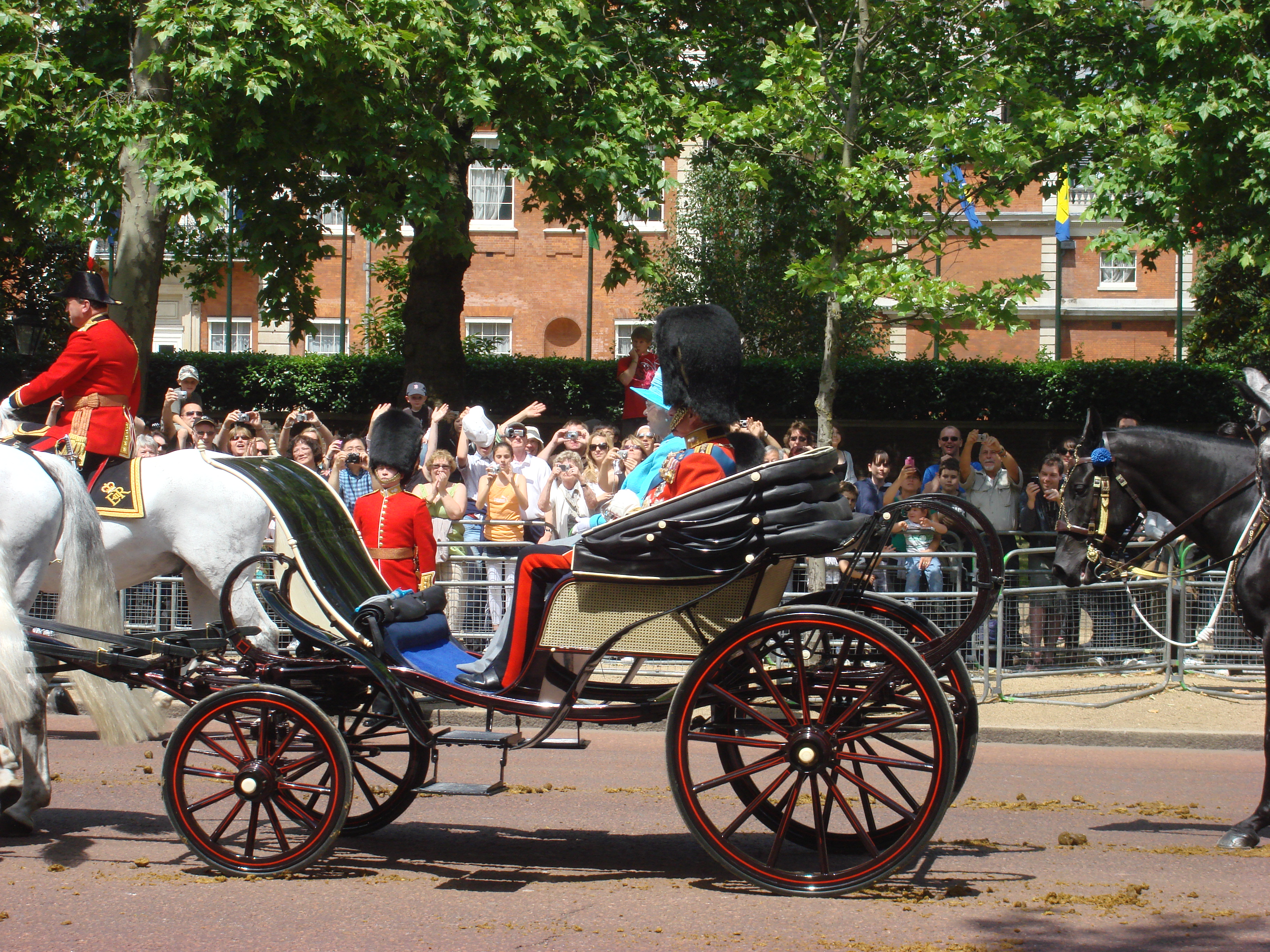
Trooping the Color у 2009 році

Королева Вікторія особливо асоціювалася з фаетоном, і є гравюри та фотографії, на яких вона їздила на них як до, так і протягом усього свого правління. Його відкритість поставила її під загрозу, і на її життя були зроблені спроби вбити Едвардом Оксфордом у 1840 році та Генрі Холфордом у 1846 році. У свої останні роки вона любила подорожувати на фаетоні, запряженому одним віслюком або мулом, і в Королівській колекції є екземпляри цього типу.
Інший використовувався королевою Єлизаветою II кожного червня з 1978 по 2011 рік під час офіційних святкувань Дня народження королеви, коли вона подорожувала до параду кінної гвардії та назад у фаетоні зі слонової кістки, виготовленому в 1842 році для її пра-прабабусі, королеви Вікторії.
Ще одним було використання таких екіпажів революціонерами для пограбування тифліського банку в 1907 році.

## Галерея

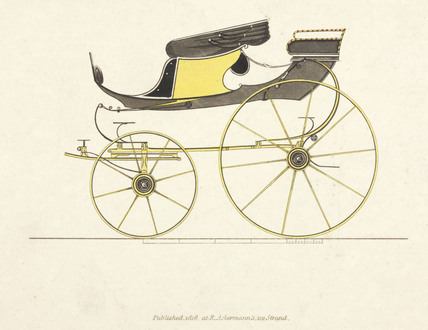
Phaeton 1816 із парою негабаритних задніх листових ресор із лебединою шиєю та високо встановленим кузовом.
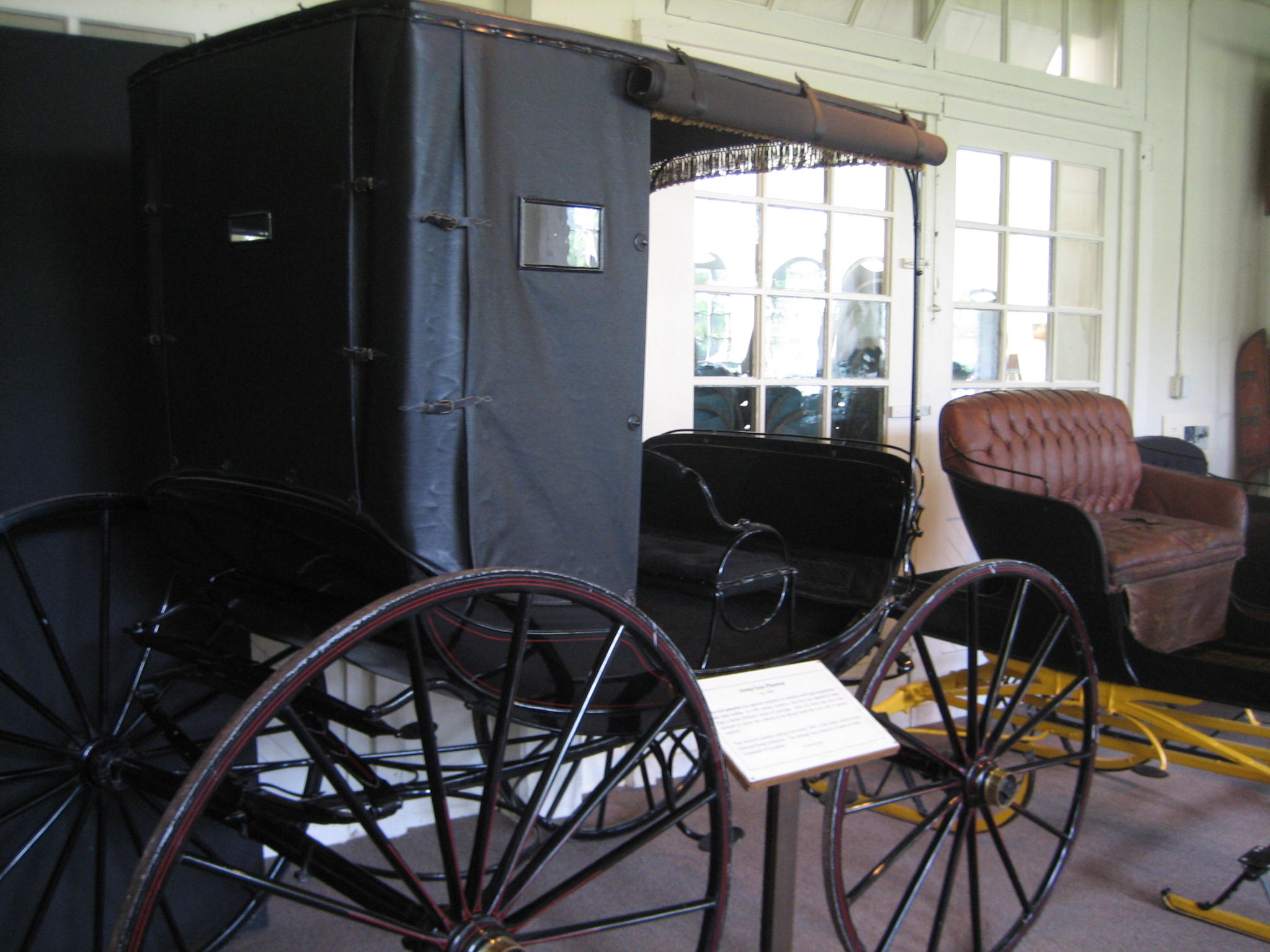
Фаетон для відкидного сидіння
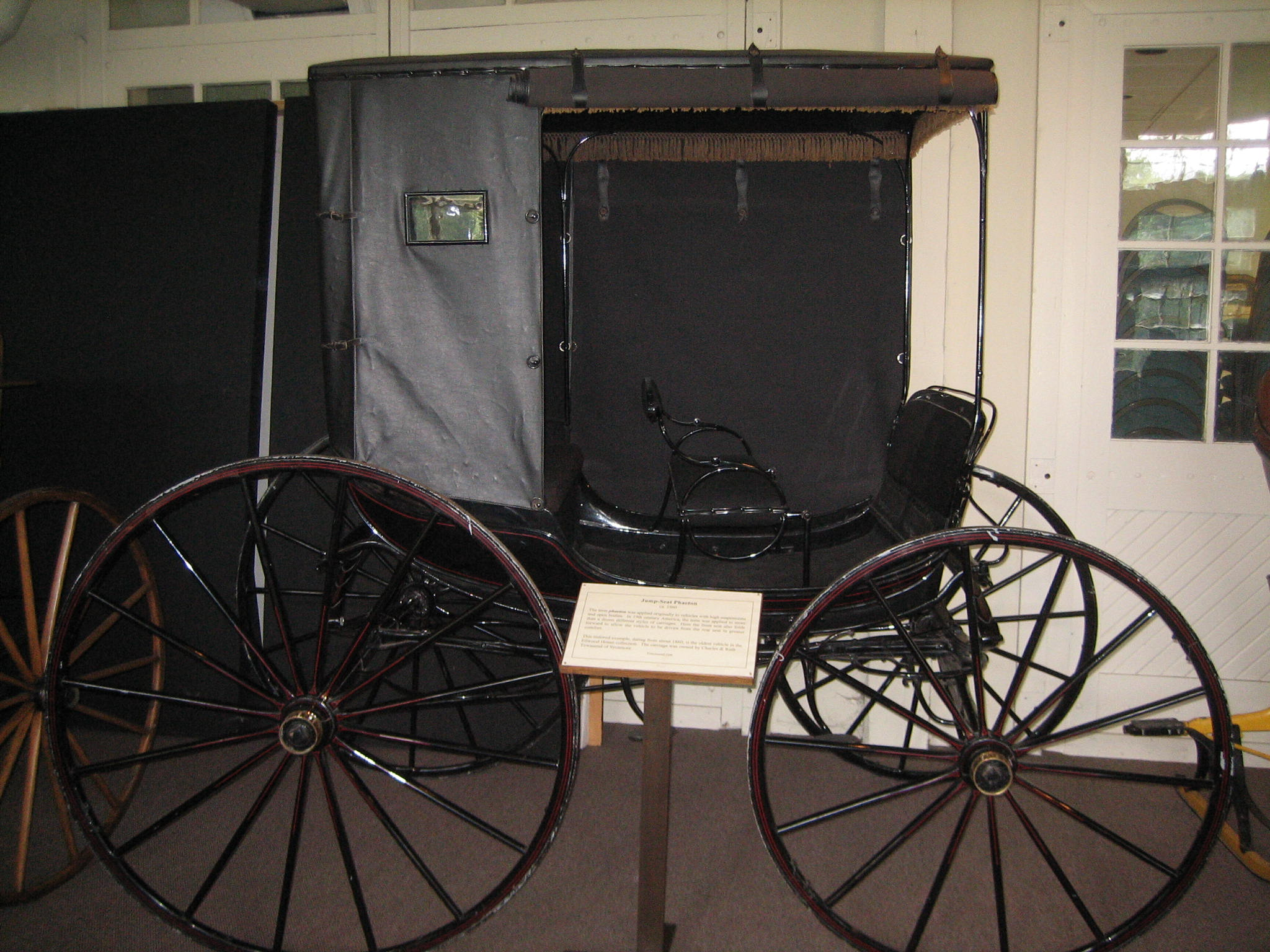
Інший вигляд того ж Фаетона з відкидним сидінням
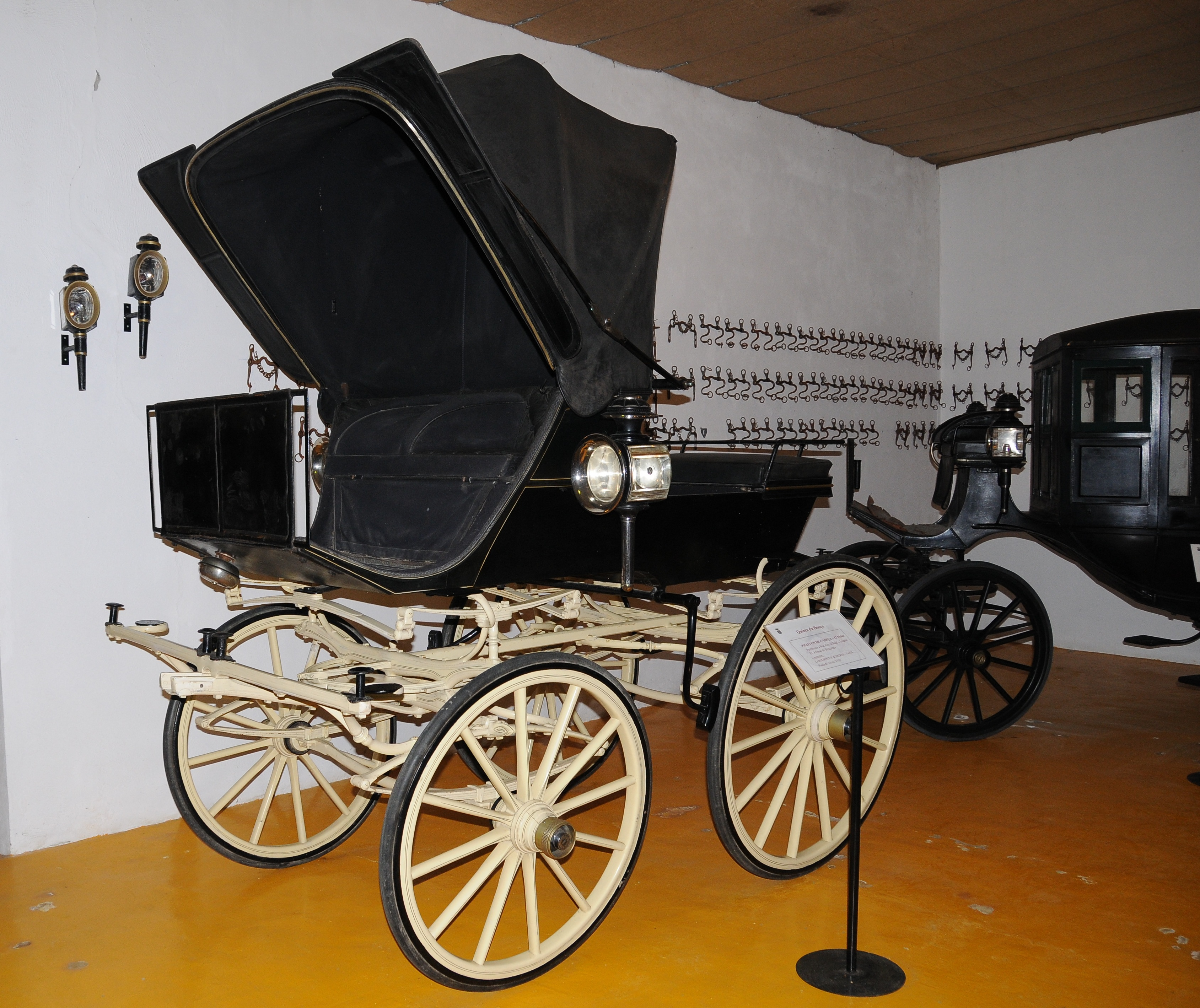
Фаетонна карета в Музеї карет Geraz do Lima
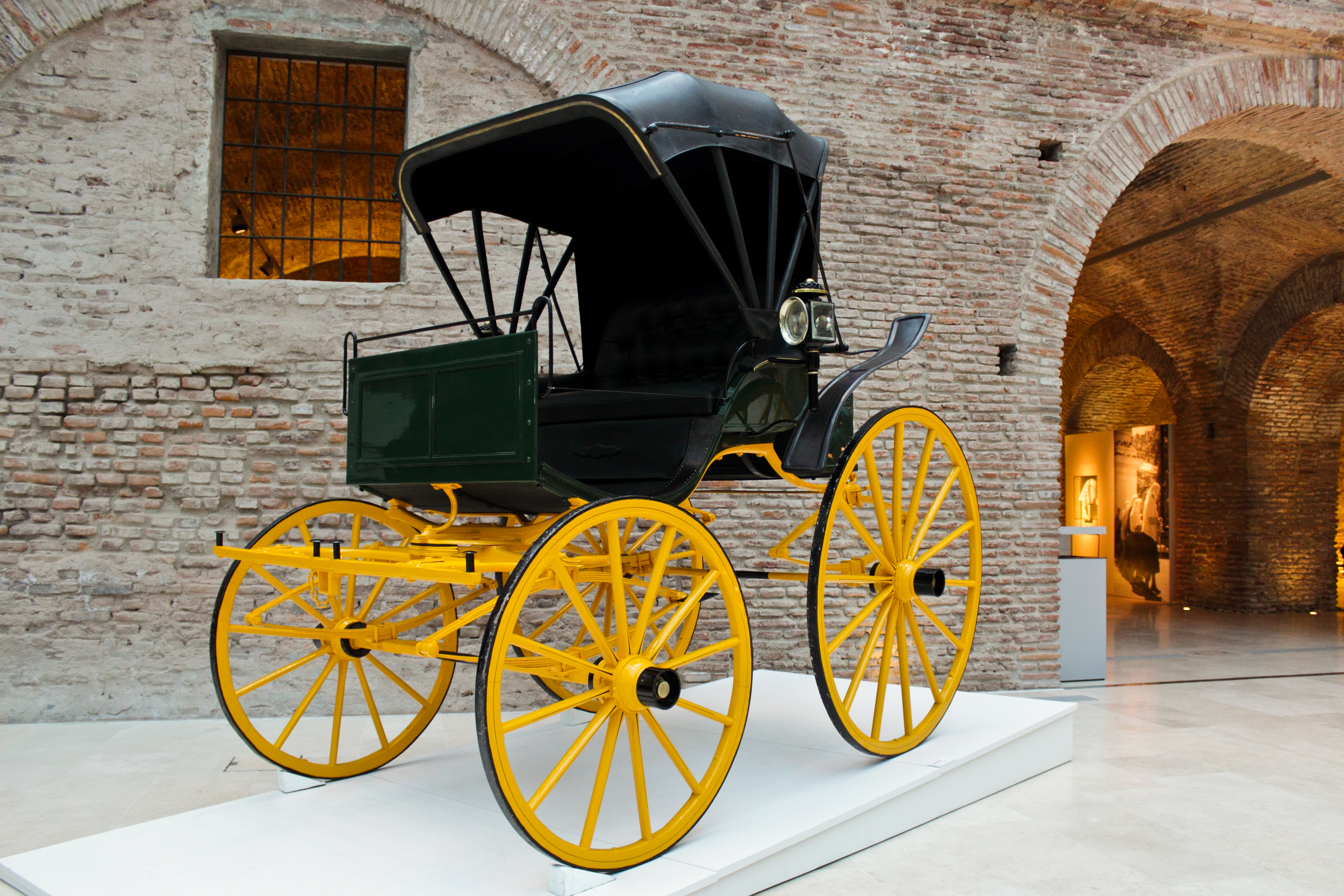
Аргентинський президентський фаетон у Музеї Буенос-Айрес
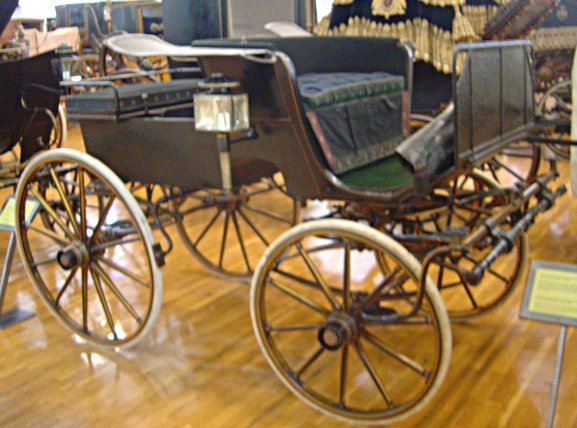
Фаетон
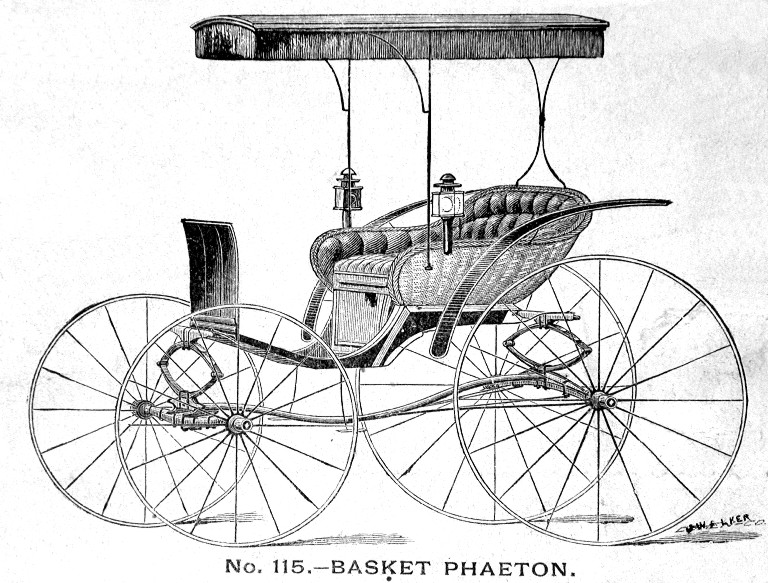
Кошиковий фаетон, вигравіюваний Джоном Генрі Вокером
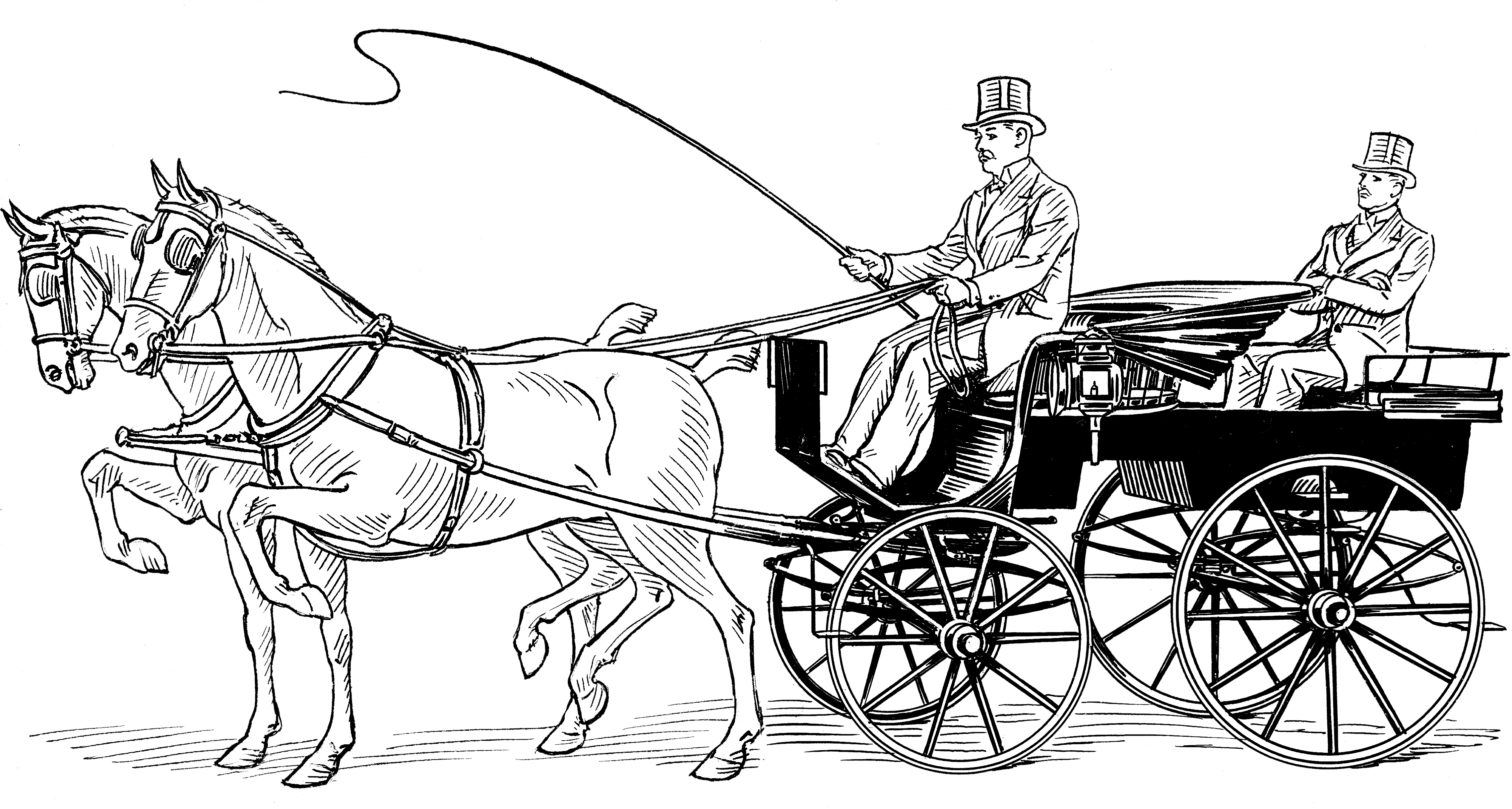
Типовий фаетон
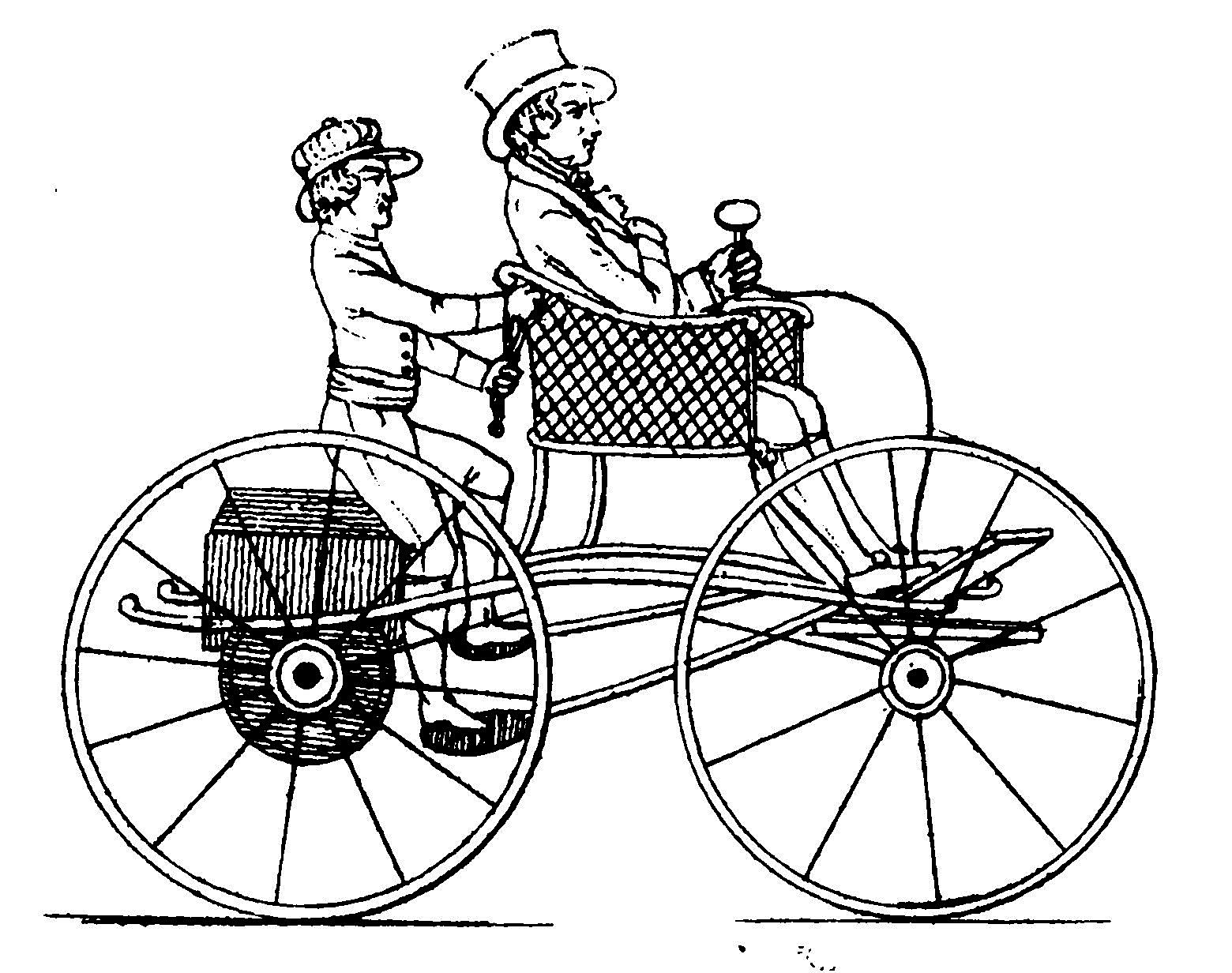